# Mas Margall (Avinyonet de Puigventós)
Mas Margall és una masia d'Avinyonet de Puigventós (Alt Empordà) inclosa a l'Inventari del Patrimoni Arquitectònic de Catalunya.

## Descripció
Masia situada a prop de l'ajuntament del poble, a cinc minuts del nucli antic. És una gran masia amb la façana principal arremolinada, però la resta de la construcció conserva el seu parament. De la façana principal destaca la porta d'accés en arc de mig punt, amb grans dovelles i un escut a la dovella clau. Al primer pis cal esmentar la finestra en arc conopial i decoració floral a les impostes, com també la galeria del pis superior en arcs de mig punt. Les façanes laterals no tenen massa elements a destacar, ja que algunes d'aquestes han estat rehabilitades per a usos moderns. Topt i això un d'aquest murs laterals conserva algunes finestres destacables, ja sigui per la inscripció amb la data 1722 que trobem a una de les seves llindes, o per la finestra en arc conopial amb un motiu floral al seu extrem superior.